# Orbanići (Marčana)
 Orbanići   (olaszul: Orbani) falu Horvátországban, Isztria megyében. Közigazgatásilag Marčanához tartozik.

## Fekvése
Az Isztria délkeleti részén, Pólától 19 km-re északkeletre, községközpontjától 7 km-re északnyugatra, a Divšići–Butkovići út mellett fekszik.

## Története
A település a 16. század táján keletkezett, amikor a török hódítás elől menekülő dalmáciai és boszniai horvátokkal népesítették be. 1880-ban 246, 1910-ben 272 lakosa volt. Lakói főként mezőgazdaságból (gabona, gyümölcs és szőlő termesztés) éltek. Az első világháború után a falu Olaszországhoz került. A második világháború után Jugoszlávia része lett. Jugoszlávia felbomlása után 1991-ben a független Horvátország része lett. 2011-ben a falunak 175 lakosa volt.

## Lakosság
| Lakosság változása | Lakosság változása | Lakosság változása | Lakosság változása | Lakosság változása | Lakosság változása | Lakosság változása | Lakosság változása | Lakosság változása | Lakosság változása | Lakosság változása | Lakosság változása | Lakosság változása | Lakosság változása | Lakosság változása | Lakosság változása |
| ------------------ | ------------------ | ------------------ | ------------------ | ------------------ | ------------------ | ------------------ | ------------------ | ------------------ | ------------------ | ------------------ | ------------------ | ------------------ | ------------------ | ------------------ | ------------------ |
| 1857               | 1869               | 1880               | 1890               | 1900               | 1910               | 1921               | 1931               | 1948               | 1953               | 1961               | 1971               | 1981               | 1991               | 2001               | 2011               |
| 0                  | 0                  | 246                | 202                | 239                | 272                | 0                  | 0                  | 316                | 280                | 226                | 181                | 160                | 162                | 157                | 175                |